# Артур Чень
Артур Чень Фейю (англ. Arthur Chen Feiyu, кит. трад. 陳飛宇, спр. 陈飞宇, піньїнь: Chén Fēiyǔ, акад. Чень Фейю, нар. 9 квітня 2000) — китайський актор. Він відомий своїми ролями у фільмі «Таємний плід» (2017) і серіалах «Вічна ніч» (2018) та «Запальничка і принцеса» (2022).

## Юність і освіта
Артур Чень народився в США 9 квітня 2000 року. У липні 2021 року Чень відмовився від громадянства США і став громадянином Китаю. Він другий син режисера Чень Кайге та актриси Чень Хун.
Навчався в Пекінській школі Цзіншань і Академії Тейбор, приватній школі в Массачусетсі. У 2019 році його прийняли до Пекінської кіноакадемії.

## Кар'єра
Артур вперше з'явився у фільмі «Жертвоприношення» режисера Чена Кайге 2010 року, де зіграв молодого короля. У 2017 році Чень офіційно дебютував у молодіжному серіалі «Таємний плід» в ролі головної чоловічої ролі. Він випустив свій перший сингл «The Secret Words» як рекламну пісню до фільму.
У 2018 році Артур знявся в історично-фантастичному серіалі «Вічна ніч». Драма отримала позитивні відгуки, і Чень отримав нагороду «Супер IP новий актор» на церемонії вручення китайської літературної премії та найкращого актора в категорії історичної драми на Премії Хуадін.
У 2019 році Чень знявся в фільмі «Моє найкраще літо». За свою гру він отримав нагороди за найкращого новачка у кіно на Токійському міжнародному кінофестивалі та Міжнародному кінофестивалі в Макао.
У 2020 році Чень зіграв головну роль у фільмі режисера Чена Кайге «Квіти з попелу»; і фентезійній драмі у жанрі уся «Легенда про пробудження». Того ж року Артур був обраний на роль Мо Жаня у драмі-сянься «Безсмертя» разом із Ло Юньсі, заснованому на романі «Хаскі та його білий кіт Шицзунь». Він вперше увійшов до списку Forbes China Celebrity 100, посівши 83 місце.

## Фільмографія

### Фільми
| Рік  | Назва                   | Роль         | Замітки         | Прим.  |
| ---- | ----------------------- | ------------ | --------------- | ------ |
| 2010 | «Жертвоприношення»      | Сінь Цзюнь   | Другорядна роль | [ 7 ]  |
| 2017 | «Таємний плід»          | Дуань Бовень | Головна роль    | [ 8 ]  |
| 2019 | «Моє найкраще літо»     | Юй Хуай      | Головна роль    | [ 14 ] |
| 2019 | «Єті»                   | Чен          | Дубляж          | [ 22 ] |
| 2019 | «Мій народ, моя країна» | Ажабу        | Головна роль    | [ 23 ] |
| 2023 | «Вчора ще раз»          | Ґу Юйсюань   | Головна роль    | [ 24 ] |
| 2023 | «Квіти з попелу»        | Ґу Сіньвей   | Головна роль    | [ 25 ] |
| 2023 | «Велика війна»          | Сунь Сін     | Головна роль    | [ 26 ] |

### Телесеріали
| рік          | Назва                     | Роль          | Примітки     | Ref.   |
| ------------ | ------------------------- | ------------- | ------------ | ------ |
| 2018         | «Вічна ніч»               | Нін Цюе       | Головна роль | [ 11 ] |
| 2020         | «Легенда про пробудження» | Лу Пін        | Головна роль | [ 19 ] |
| 2022         | «Промивання золота»       | Чень Баоцзінь | Головна роль | [ 27 ] |
| 2022         | «Запальничка і принцеса»  | Лі Сюнь       | Головна роль | [ 28 ] |
| В очікуванні | «Безсмертя»               | Мо Жань       | Головна роль | [ 20 ] |

## Дискографія

### Оригінальні звукові доріжки
| Назва                                                                             | Рік  | Альбом                                     |
| --------------------------------------------------------------------------------- | ---- | ------------------------------------------ |
| «The Secret Words» (разом із Оуяан Нана)                                          | 2017 | «Secret Fruit OST»                         |
| «For My 17 Years Old Self» (разом із Оуяан Нана, Ма Сичунь, Охо Оу, Ґуань Сяотун) | 2017 | «Secret Fruit OST»                         |
| «At 17, I Have Something to Say» (разом із Оуяан Нана, Цзоу Юаньцін, Чжан Ченхан) | 2017 | «Secret Fruit OST»                         |
| «The Best of Us»                                                                  | 2019 | «My Best Summer OST»                       |
| «My Motherland and I» (разом із Чжоу Дун'юй, Лю Хаожань, Охо Оу, Чжу Їлун)        | 2019 | «My People, My Country OST»                |
| «Starry Sea»                                                                      | 2019 | «China Movie Channel Young Actors Project» |

## Нагороди та номінації
| Церемонія нагородження                                           | рік  | Категорія                                   | Номінант / Робота   | Результат | Прим.  |
| ---------------------------------------------------------------- | ---- | ------------------------------------------- | ------------------- | --------- | ------ |
| Церемонія нагороди китайської літератури                         | 2019 | Супер IP новий актор                        | «Вічна ніч»         | Перемога  | [ 12 ] |
| Премія Хуадін                                                    | 2019 | Найкращий актор (історична драма)           | «Вічна ніч»         | Перемога  | [ 13 ] |
| Карнавальна ніч багатьох відомих зірок від iQIYI                 | 2019 | Найбільш потенційний артист срібного екрану | Чень Фейю           | Перемога  | [ 29 ] |
| Міжнародний кінофестиваль в Макао                                | 2019 | Найкращий новачок                           | «Моє найкраще літо» | Перемога  | [ 17 ] |
| Премія моди Sohu                                                 | 2019 | Впливова зірка (чоловіки)                   | Чень Фейю           | Перемога  | [ 30 ] |
| Премія багатьох відомих зірок від Tencent Video                  | 2019 | Кіноактор із великим ростом кар'єри         | «Моє найкраще літо» | Перемога  | [ 31 ] |
| Премія «Актори Китаю»                                            | 2019 | Найкращий актор у вебсеріалі                | «Вічна ніч»         | Номінація | [ 32 ] |
| Премія «Золотий журавель» Токійського міжнародного кінофестивалю | 2019 | Найкращий новачок                           | «Моє найкраще літо» | Перемога  | [ 16 ] |
| Премія «Золотий журавель» Токійського міжнародного кінофестивалю | 2019 | Нагорода за популярність (актор)            | «Моє найкраще літо» | Перемога  | [ 16 ] |
| Премія Weibo                                                     | 2020 | Висхідний артист року                       | Чень Фейю           | Перемога  | [ 33 ] |